# 三国山稜
三国山稜（みくにさんりょう）は、神奈川県・山梨県・静岡県の3県境にある三国山から富士山東麓の籠坂峠へ伸びる延長約7kmの尾根である。

## 概要
富士山と丹沢山地をつなぐ起伏の少ない尾根で、広義の丹沢山地に含まれる。標高は1,300m前後で、三国山以東は神奈川・静岡県境尾根、以北東は甲相国境尾根へと連なる。なお、富士山との境界である籠坂峠は標高1,104mであり、当尾根を介して富士山からヤビツ峠付近の二ノ塔(標高1,144m)まで標高1,000m超の稜線が続く。
富士山の近くに位置する尾根であるため、過去の富士山噴火によって堆積した火山性の土壌（スコリア）が広がっている。

## 三国山稜の山・峠
| 山容 | 名称     | 標高（m） | 三国山からの 方角と距離（km） | 備考                                                  |
| ---- | -------- | --------- | ----------------------------- | ----------------------------------------------------- |
|      | 三国山   | 1,340     | 0                             |                                                       |
|      | ズナ坂峠 | 1,320     | 西南西 0.7                    | 「ズナ峠」・「ヅナ峠」とも呼ばれる                    |
|      | 楢木山   | 1,353     | 西南西 1.1                    | ならきやま                                            |
|      | 大洞山   | 1,383     | 西南西 2.5                    | 三国山稜の最高地点 角取山（つのとりやま）とも呼ばれる |
|      | 畑尾山   | 1,360     | 西南西 3.9                    |                                                       |
|      | 立山     | 1,340     | 西南西 4.4                    | たちやま                                              |
|      | 籠坂峠   | 1,104     | 西 4.8                        |                                                       |